# Aimé Rakotoniaina
Aimé Mbolalalaina Joe Rakotoniaina (ur. 1996) – madagaskarski zapaśnik walczący w stylu wolnym. 
Zajął piąte miejsce na mistrzostwach Afryki w 2015 i 2016. Srebrny medalista igrzysk frankofońskich w 2023, a także igrzysk Wysp Oceanu Indyjskiego w 2023 roku.